# Stone Cold Queen: A Tribute
Stone Cold Queen: A Tribute é uma coletânea de tributo à banda britânica de rock Queen, lançada em setembro de 2001, gravada por vários artistas. O álbum recebeu críticas negativas da mídia especializada.

## Faixas
1. Stone Cold Crazy (Robin Zander) - 3:38 - Mercury, May, Deacon, Taylor
2. Play the Game (Mickey Thomas) - 4:57 - Mercury
3. Fat Bottomed Girls (Joe Lynn Turner) - 4:26 - May
4. Somebody to Love (Geoff Tate) - 4:45 - Mercury
5. Crazy Little Thing Called Love (Gunnar & Matthew Nelson) - 3:08 - Mercury
6. Fight From The Inside (Jack Blades) - 3:52 - Taylor
7. You're My Best Friend (Jason Scheff) - 3:09 - Deacon
8. I'm In Love With My Car (Kip Winger) - 3:44 - Taylor
9. Killer Queen (Glenn Hughes) - 3:30 - Mercury
10. Spread Your Wings (Tommy Shaw) - 4:45 - Deacon
11. We Will Rock You (Jack Russell) - 3:28 - May